# Belén Gómez Navarro
Belén Gómez Navarro (Zaragoza, 1960) es una arquitecta española.

## Trayectoria
Estudió en la Escuela Técnica Superior de Arquitectura de Madrid (ETSAM) donde se licenció en 1985. Doctora por la Universidad Europea de Madrid (UEM) en 2015, cursó también un Master en Investigación y práctica docente por la Universidad San Jorge de Zaragoza en 2016.
Es miembro de la Academia de El Partal, Asociación libre de profesionales de la Restauración Monumental. También es tutora asociada del Programa de Doctorado de la Universidad Francisco Marroquín en las disciplinas de Arquitectura y Patrimonio Cultural. Así como profesora titular de Construcción del Grado de Arquitectura en la Escuela de Arquitectura y Tecnología de la Universidad San Jorge de Zaragoza.
Gómez ha sido ponente en diversas actividades, y destaca su charla "Arquitectura con los cinco sentidos", o su participación en el “Observatorio de profesores” de los miércoles de arquitectura de la ETSA USJ. También realizó la exposición "Los trabajadores del mar".
Dirige el estudio de arquitectura BGN Arquitectos, donde se dedica al ejercicio libre de su profesión en Zaragoza.

## Obras

### Conservación y restauración del patrimonio
- Estudio Piloto del Patrimonio Etnográfico del Pirineo aragonés.
- Plan Especial de Protección del Conjunto Urbano de Alquézar (Huesca).
- Plan Director del Monasterio de Piedra (Zaragoza).[6]
- Iglesia de Santa María la Mayor (Uncastillo, Zaragoza).
- Restauración de la fachada de las antiguas celdas del monasterio cisterciense de santa María de Piedra (Nuévalos, Zaragoza).[7]
- Rehabilitación de la iglesia de Santo Domingo en (Alarcón, Cuenca).[8][9]

### Obra nueva
- Iglesia parroquial de Santa María Soledad Torres Acosta y San Pedro Poveda en Las Tablas (Madrid).[10]
- Edificio de 30 viviendas unifamiliares en el barrio de Valdespartera, Zaragoza.[11]
- Edificio de viviendas en Zaragoza.

## Publicaciones
- 1999 – Guía Gráfica para recorrer el Territorio. Museo del Pre Pirineo. Arquitectura Popular.[1]

## Reconocimientos
Gómez ha recibido varios accésit concedidos por el Colegio de Arquitectos de Zaragoza dentro de los Premios García Mercadal: por la restauración de la torre de la Iglesia de Santa María en Uncastillo (Zaragoza), en 2007; por la restauración de la escalera y bóveda renacentistas del Monasterio de Piedra en Nuévalos (Zaragoza); por la tesis doctoral Monasterio de Piedra, artificio, naturaleza, vida. También, en 2017, recibió el Premio Cultura por el trabajo de los Premios García Mercadal por la iniciativa TRANVI_ARQ, en colaboración con el Tranvía de Zaragoza, y un accésit en el apartado Cultura por "Arquitectura con los cinco sentidos".